# Mo Yun-Suk

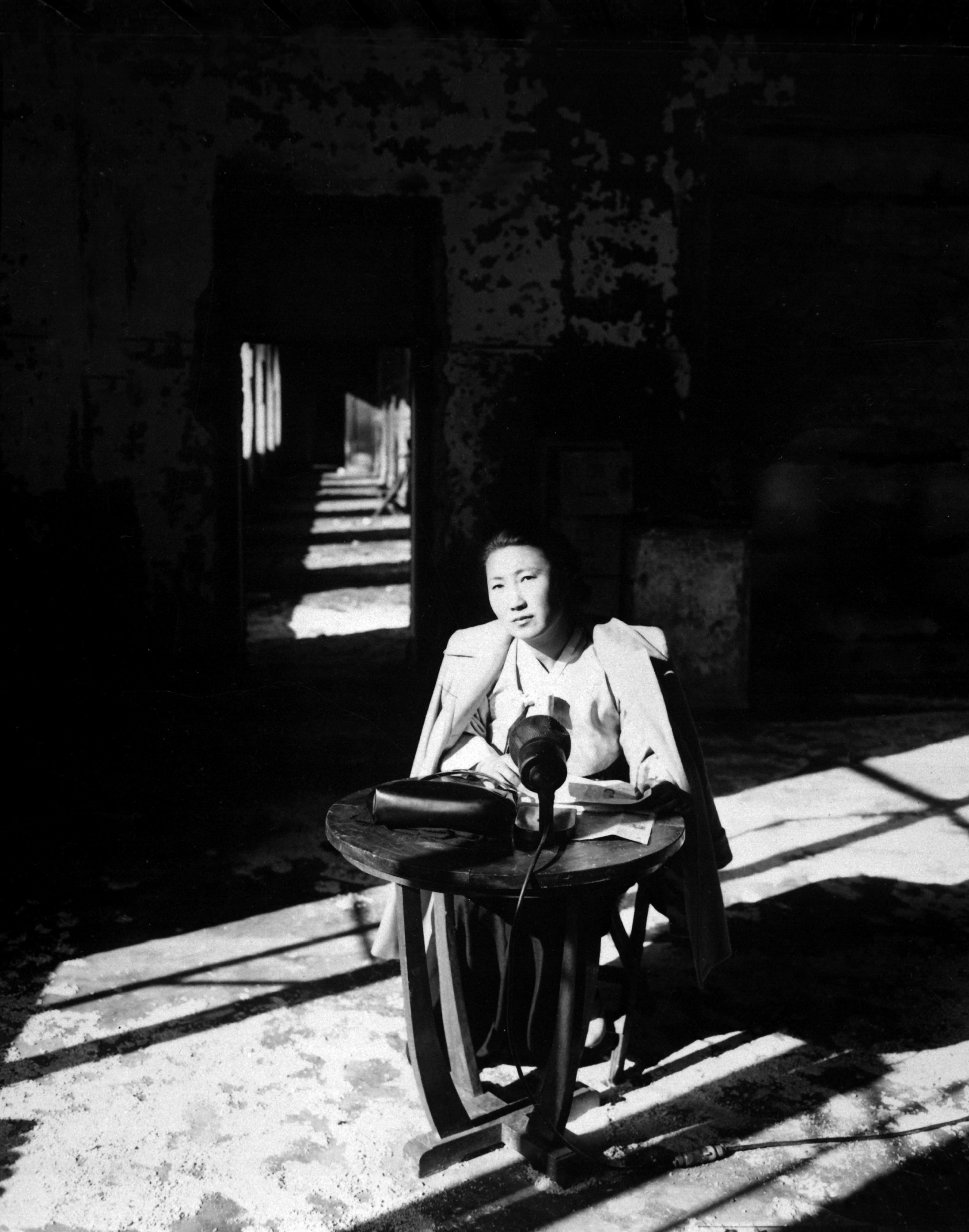

Mo Yun-Suk 毛允淑 (1910 - 7 de junho de 1990) foi uma escritora sul-coreana; foi embaixadora nas Nações Unidas em 1948.